# Richard Lynn

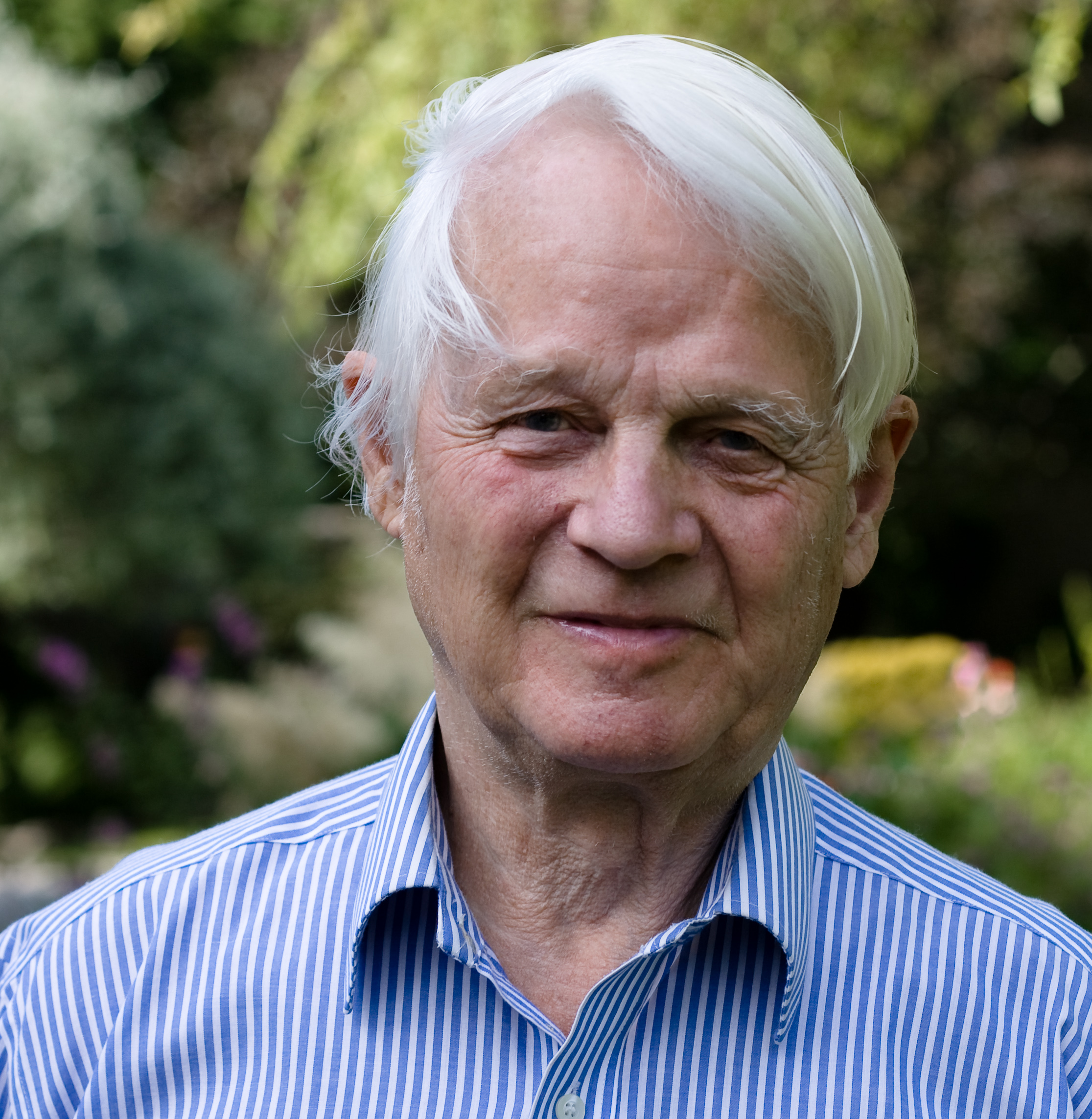
Richard Lynn, 2008

Richard Lynn (* 20. Februar 1930 in Bristol; † 17. Juli 2023) war ein britischer Psychologe. Er war Professor für Psychologie an der Universität Ulster, Nordirland. 2018 entzog ihm die Universität den Status eines Emeritus nach Vorwürfen, er verbreite sexistische und rassistische Thesen.

## Wirken

### Zusammenhang zwischen Intelligenz und Ethnie

#### Inhalte
In dem in der Zeitschrift Population and Environment im Jahr 2002 erschienenen Artikel Skin color and intelligence in African Americans behauptete Lynn, dass die Helligkeit der Hautfarbe von Afroamerikanern positiv mit dem Intelligenzquotienten korreliert ist. Er erklärt dies mit der höheren Beimischung von „kaukasischem Erbmaterial“.
In IQ and the Wealth of Nations (2002) behaupten Lynn und sein Koautor Tatu Vanhanen von der Universität Helsinki, es existiere ein Zusammenhang zwischen dem Pro-Kopf-Bruttoinlandsprodukt von Staaten und dem Intelligenzquotienten ihrer Bewohner. Diese Intelligenzunterschiede seien unter anderem genetisch bedingt. In IQ and Global Inequality (2006) führen sie den Argumentationsgang weiter, indem sie die soziale Ungleichheit mit dem angeblichen Intelligenzquotienten der untersuchten Nationen vergleichen.
In seinem Buch Race Differences in Intelligence: An Evolutionary Analysis (2006) ermittelte Lynn Intelligenzquotienten von Völkern auf der ganzen Welt. Als am intelligentesten sieht Lynn die Juden an. Er behauptete des Weiteren, dass die Ostasiaten einen durchschnittlichen Intelligenzquotienten von ungefähr 105, Europäer 100 und die Bewohner Afrikas südlich der Sahara von 80 und weniger haben. Dies hänge mit dem höheren Selektionsdruck in den schwieriger zu bewohnenden nördlichen Breiten, die das Entstehen intelligenterer Völker fördere, zusammen. Er bringt die Errungenschaften der Völker in der Mathematik, Wissenschaft und Wirtschaft mit der durchschnittlichen Intelligenz ihrer Mitglieder in Verbindung.
Lynn gehörte zu den 52 Mitunterzeichnern des Aufsatzes Mainstream Science on Intelligence von Linda Gottfredson und im Dezember 1994 veröffentlicht vom Wall Street Journal.

#### Rezeption
Lynns Arbeiten über ethnische Unterschiede in der Intelligenz sind umstritten. So urteilte Ken Richardson 2004 in der Fachzeitschrift Heredity aus dem Nature-Verlag in einem Review von IQ and the Wealth of Nations, es handele sich bei diesem Werk weniger um Wissenschaft als um einen sozialen Kreuzzug („this is not so much science, then, as a social crusade“). Es seien Zirkelschlüsse gezogen und zahlreiche andere methodische Fehler gemacht worden, wie die Nutzung einer statistisch nicht repräsentativen Datenbasis – so wurde beispielsweise bei der Errechnung des IQ-Wertes für Äquatorialguinea eine Studie mit nur 48 10- bis 14-jährigen Kindern als einzige Datengrundlage verwendet. Zudem sei die Pioneer-Stiftung, die das Buch finanziell unterstützt hatte, in der Vergangenheit durch die Verwicklung in zahlreiche „dubiose Fälle“ aufgefallen. Der Pioneer-Stiftung, in deren Vorstand Lynn aktiv war, werden auch von zahlreichen anderen Kritikern rassistisch motivierte Veröffentlichungen vorgeworfen.
Methodische Fehler und Fehlinterpretationen wurden Lynn wegen dieser Arbeiten auch unter anderem von Leon J. Kamin vorgeworfen.

### Eugenik und Dysgenik

#### Inhalte
In seinen Büchern Dysgenics: Genetic Deterioration in Modern Populations (1996) und Eugenics: A Reassessment erklärte Lynn, dass die in der zweiten Hälfte des 20. Jahrhunderts verbreitete Verurteilung der Eugenik überzogen ist. In Dysgenics: Genetic Deterioration in Modern Populations untersucht Lynn die Geschichte der Eugenik von den frühen Schriften des Bénédict Morel und Francis Galton bis zu dem Aufstieg der Eugenik im frühen 20. Jahrhundert und ihres darauffolgenden Niedergangs. Er identifizierte drei Merkmale, die für Eugeniker von besonders großer Bedeutung seien: Gesundheit, Intelligenz und Gewissenhaftigkeit. Lynn erläutert, dass die natürliche Selektion in vorindustriellen Gesellschaften diese Eigenschaften förderte, was in modernen Gesellschaften aufgrund des geringeren Selektionsdrucks nicht mehr länger der Fall sei.
Hinsichtlich der Intelligenz untersuchte Lynn Zwillingsstudien. Lynn gelangte zu dem Schluss, dass die Tendenz von Kindern, mit einer hohen Anzahl von Geschwistern die geringste Intelligenz aufzuweisen, Beweis für eine dysgenische Fruchtbarkeit sei. Lynn räumte ein, dass es zwar einen echten Anstieg in der phänotypischen Intelligenz gegeben hat, argumentierte aber, dass dieser Anstieg auf Umweltfaktoren (z. B. bessere Bildung) zurückzuführen sei, und einen Rückgang der genotypischen Intelligenz kaschiere. Lynn verweist auf wissenschaftliche Belege, denen zufolge Personen mit größerem Bildungserfolg weniger Kinder haben, während Kinder mit niedrigeren IQ-Werten aus größeren Familien stammen, als Beweis dafür, dass Intelligenz und Fruchtbarkeit negativ korreliert sind.
Lynn führte Belege an, dass der sozioökonomische Status mit Indikatoren von Gewissenhaftigkeit, wie Arbeitsethik, moralische Werte, und Kriminalität negativ korreliert ist. Als Nächstes erläuterte er die genetische Basis von Unterschieden in der Gewissenhaftigkeit und schlussfolgert, dass Zwillingsstudien Belege für eine starke Erblichkeit dieser Eigenschaften liefern. Die weniger Gewissenhaften, wie etwa Kriminelle, neigen dazu, mehr Nachkommen zu haben. Während der Großteil des Buchs sich mit der Dysgenik in entwickelten Ländern befasst, erkennt Lynn, dass, obwohl die Dysgenik in Entwicklungsländern weniger stark ausgeprägt sei, „dysgenische Fertalität … ein weltweites Phänomen moderner Bevölkerungen“ sei. (S. 196).
Lynn schließt sein Buch mit einer Untersuchung von Gegenargumenten ab: Diese umfassen unter anderen, dass die im Buch behandelten Eigenschaften nicht genetisch bestimmt seien, dass Intelligenz und Fertilität auch ohne Dysgenik miteinander in Zusammenhang stehen können, dass sozioökonomische Schichten sich genetisch nicht unterscheiden würden, und dass es so etwas wie „schlechte Gene“ nicht gäbe. Diese Argumente werden widerlegt, und Lynn erklärt, dass diese Trends ein schwerwiegendes Problem darstellten.

#### Rezeption
Der überwiegende Teil der Fachwelt lehnt Lynns Thesen ab. Eine Rezension von Dysgenics wurde 2002 von Nicholas Mackintosh, emeritierter Professor für experimentelle Psychologie an der University of Cambridge, verfasst. Mackintosh urteilte zunächst, dass Lynn „in ungenierter Missachtung der politischen Korrektheit behauptet, dass die Ideen der Eugeniker korrekt waren und wir sie auf unsere eigene Gefahr hin ignorieren.“ Im Weiteren distanzierte sich Mackintosh von Lynns Argumentation und schlussfolgert, dass Lynns Argumente „nicht auf einem biologischen Imperativ, sondern auf bestimmten Werturteilen beruhen“ ("The eugenicists’ argument does not rest on any biological imperative, but rather on a particular set of value judgments"). Insgesamt zweifelt Mackintosh die wissenschaftliche Neutralität Lynns an. (“Lynn’s further comments on mortality rates are not designed to reassure the reader of his impartiality as an interpreter of the data he reviews”).
In seiner postum veröffentlichten Rezension schrieb W.D. Hamilton, Professor der Royal Society für Evolutionsbiologie an der University of Oxford, dass Lynn „während [er] einen großen Umfang an wissenschaftlichen Belegen bespricht, die sich immer noch zum Thema der Erblichkeit von Fähigkeiten und Unterschieden in der Fertilität ansammeln, in seinem Buch zeigt, dass beinahe alle der Sorgen der frühen Eugeniker wohl begründet waren, und dies trotz des vergleichsweisen Mangels an Forschungsbelegen zur damaligen Zeit.“
Lob erhielt Eugenics von David T. Lykken, Professor an der University of Minnesota, in einer Rezension für die American Psychological Association Review of Books aus dem Jahr 2004. Diese bezeichnete Dysgenics als ein „exzellentes, wissenschaftliches Buch“ und merkte an, „man kann ihm in keinem Punkt auf vernünftige Weise widersprechen, sofern man ein Argument finden kann, das er noch nicht selbst widerlegt hat.“ Lykken war ebenso wie Lynn für seine kontroversen Ansichten zur Genetik und Psychologie, etwa zur Erblichkeit von Intelligenz bekannt.

### IQ-Unterschiede zwischen Mann und Frau
Zusammen mit dem Psychologen Paul Irwing veröffentlichte Lynn eine Studie, in der er beschrieb, dass Männer besser für Aufgaben von höchster Komplexität geeignet seien als Frauen. Durchschnittlich gäbe es fünf IQ-Punkte Unterschied zwischen Mann und Frau. Außerdem liege das Verhältnis bei einem IQ von über 130 bei einer Frau zu drei Männern; bei einem IQ von über 145 liege das Verhältnis bereits bei 1:5,5. Auch besonders niedrige IQ-Werte würden eher von Männern erzielt. Die Studie kommt auch zu dem Schluss, dass Frauen im Durchschnitt gewissenhafter arbeiteten. Andere Untersuchungen kamen zu dem Schluss, dass keine oder nur nicht relevante Unterschiede im IQ der Geschlechter bestehen.

## Schriften
- (1982). IQ in Japan and the United States shows a growing disparity. Nature, 297, 222-3.
- (1990). The role of nutrition in secular increases of intelligence. Personality and Individual Differences, 11, 273–285
- (1996). Dysgenics: Genetic Deterioration in Modern Populations. Westport: Praeger Publishers.
- (1998). The Decline of Genotypic Intelligence. In: U.Neisser (Hrsg.) The rising curve. Washington, D.C. American Psychological Association, 335–364
- (2001). Eugenics: A Reassessment. Praeger Publishers, ISBN 0-275-95822-1
- (2002) IQ and the Wealth of Nations. Praeger Publishers, ISBN 0-275-97510-X
- (2003) The geography of intelligence. In H. Nyborg (Hrsg.) The scientific study of general Intelligence. Pergamon. ISBN 0-08-043793-1
- (2006) Race Differences in Intelligence: An Evolutionary Analysis. Washington: Washington Summit Publishers. ISBN 1-59368-021-X
- (2006). IQ and Global Inequality. Washington: Washington Summit Publishers. ISBN 1-59368-025-2
- (2008). The Global Bell Curve. Race, IQ, and Inequality Worldwide. Washington: Washington Summit Publishers. ISBN 978-1-59368-028-2
- (2011). The Chosen People. A Study of Jewish Intelligence and Achievement. Washington: Washington Summit Publishers. ISBN 978-1-59368-036-7